# Bougé-Chambalud
Bougé-Chambalud é uma comuna francesa na região administrativa de Auvérnia-Ródano-Alpes, no departamento de Isère. Estende-se por uma área de 15,85 km². Em 2010 a comuna tinha 1 384 habitantes (densidade: 87,3 hab./km²).